# Paesaggio (album)
Paesaggio è un album del cantautore italiano Franco Simone, pubblicato dall'etichetta discografica Ri-Fi nel 1978.
L'album è prodotto da Ezio Leoni, mentre gli arrangiamenti sono curati da Beppe Cantarelli. I brani sono interamente composti dall'interprete, ad eccezione da La casa in via del Campo, cover di una canzone scritta originariamente in portoghese da Alberto Janes e portata al successo nel 1968 da Amália Rodrigues col titolo Vou dar de beber à dor, eseguita da Simone nell'adattamento con testo in italiano di Roberto Arnaldi.
Dal disco vengono tratti i singoli Paesaggio/La chiave e La casa in via del Campo/La ferrovia.

## Tracce

### Lato A
1. Gioca
2. Paesaggio
3. Origini
4. Gocce
5. La ferrovia

### Lato B
1. Tardi
2. La chiave
3. Si può anche nascere
4. Altro
5. La casa in via del Campo
6. Paesaggio (strumentale)

## Formazione
- Franco Simone – voce, cori
- Oscar Rocchi – pianoforte, Fender Rhodes, organo Hammond
- Cosimo Fabiano – basso
- Walter Scebran – batteria
- Beppe Cantarelli – chitarra elettrica
- Nando de Luca – pianoforte
- Gilberto Ziglioli – chitarra a 12 corde
- Stefano Pulga – pianoforte, Fender Rhodes
- Bruno De Filippi – bouzouki, salterio, dulcimer
- Mino Martelli – bouzouki, salterio, dulcimer
- Giorgio Baiocco – sassofono tenore, flauto, clarino
- Naimy Hackett, Lella Esposito, Rossana Casale, Silvio Pozzoli – cori

## Classifiche
| Classifica (1978) | Posizione massima |
| ----------------- | ----------------- |
| Italia            | 13                |